# Shiwanokia Corona
Shiwanokia Corona est une corona, formation géologique en forme de couronne, située sur la planète Vénus par -42° S et 279,8° E. Elle est localisée dans le quadrangle de Themis Regio. Elle a été nommée en référence à Shiwanokia, déesse Zuñi de la fertilité. 

## Géographie et géologie
Shiwanokia Corona couvre une surface circulaire d'environ 500 km de diamètre. Cette formation fait partie des 34 coronae de plus de 500 km de diamètre sur la surface de Vénus.